# Lan Trì kiến văn lục
Lan Trì kiến văn lục(蘭池見聞錄) là một tập truyện truyền kỳ bằng chữ Hán do Vũ Trinh (1759–1828), một đại quan và danh sĩ ở cuối thế kỷ 18 đến đầu thế kỷ 19 của Việt Nam biên soạn.

## Giới thiệu
Sau khi vua Quang Trung đánh tan quân Thanh vào đầu năm 1789, Vũ Trinh về ẩn cư tại Hồ Sơn, và làm ra tập truyện Lan Trì kiến văn lục. Tác phẩm gồm 3 quyển, tổng cộng 45 thiên chữ Hán, bản chép tay tại Thư viện Viện Nghiên cứu Hán Nôm (Hà Nội) mang ký hiệu VHv. 1401. Theo PGS. Nguyễn Đăng Na thì đây là tác phẩm cuối cùng của loại hình truyền kỳ Việt Nam thời trung đại . Truyện ngắn trung đại Viễn Đông có sự gắn bó giữa yếu tố "kỳ" và "thực", đạt tới đỉnh cao với Bồ Tùng Linh ở Trung Quốc và Vũ Trinh ở Việt Nam.
Vũ Trinh viết Lan Trì kiến văn lục (chép những chuyện nghe và thấy của Lan Trì) vào thời gian ông ẩn nhẫn ở Hồ Sơn (khoảng những năm 1793-1794 cuối đời Tây Sơn, đầu đời Gia Long).
Mục đích viết sách của ông không chỉ là ghi lại những việc tai nghe mắt thấy. Tấm lòng ưu thời mẫn thế, ý tưởng giữ gìn truyền thống, sửa sang phong tục của ông luôn luôn thể hiện ở lời văn. Những điều thấy và nghe (kiến văn) khi làm quan ở triều, khi lánh nạn, tiếp xúc với bao người, những chuyện nơi đồng quê, ngõ chợ, kết hợp với những điều trong sách vở thánh hiền đã được Vũ Trinh ghi lại một cách chân thực và nghệ thuật. Sáng tác của ông nói đến nhiều việc, nhiều chuyện, lúc thật lúc ảo, nhưng hầu hết đều ngụ ý sâu xa như một nỗi niềm tâm sự, khao khát cuộc sống yên bình.
Ngô Thì Hoàng khẳng định không thể coi tác phẩm là "loại dã sử của các vị quan xoàng" bởi "mục đích viết sách của ông đâu chỉ có ghi lại những việc tai nghe mắt thấy… đại để là ngụ ý khuyên răn và cảnh cáo sâu xa, để người xem sau này thấy điều hay thì bắt chước, thấy điều dở thì phòng ngừa, thực có ích rất nhiều cho thế giáo…"
Trần Danh Lưu: "Những ghi chép bình luận của sách cùng ruổi rong với ông Hàn, ông Tăng; cùng sánh bước với ông Ban, ông Mã, quét sạch những dơ dáy trên đàn văn cận đại. Bởi văn chương của thầy, xuất thì thành long phượng trên hồ, xử thì thành dáng núi trời thu, lưu hành khắp nơi khắp chốn."
GS. Nguyễn Huệ Chi trong Từ điển văn học đã đánh giá: "Truyện của Vũ Trinh thường vắn tắt, mỗi chi tiết được kể đều đóng một vị trí không thay thế được trong kết cấu nghệ thuật của cả câu chuyện. Đó là bí quyết của một cây bút truyện ngắn có tài."
Nguyễn Tạo (chuyên viên Hán học-Nha Văn hoá, Bộ Giáo dục): "Văn pháp phô diễn lưu lợi xác thực, không phù hoa, không gian sáp, chính là một tay viết văn sành sỏi rất đáng kính phục."